# Sangemarmar Sar
Sangemarmar Sar (o Sangemar Mar, Sang-e-Marmar, Sangemarmur ) es un pico piramidal en las montañas Batura Muztagh, perteneciente a la gran cordillera del Karakórum, al final de una cresta en forma de espolón que corre hacia el suroeste de Pasu Sar en Pakistán. Se encuentra entre el glaciar Muchuhar, en el oeste, y el glaciar Shispare (o Hasanabad) en el este.

## Características más importantes
Debido a que es mucho más bajo en elevación que muchos de los picos de los alrededores, como el Batura Sar y el Rakaposhi, el Sangemarmar Sar es poco conocido, y no ha habido una sola subida acertada del pico, de acuerdo con el Índice del Himalaya. Sin embargo, debido a su ubicación en el flanco sur de la cresta principal de la gama, relativamente cerca del valle de Hunza, no disfruta de un gran relieve vertical sobre el terreno local. Por ejemplo, su cumbre se eleva a más de 5.000 metros sobre el río Hunza, en una distancia horizontal de 15 kilómetros. Toda la subcordillera se encuentra en el distrito de Gilgit de Gilgit-Baltistan (antes, Territorios del Norte) de Pakistán.

## Ascensiones
La montaña fue nombrada como «Sangemarmur», que significa «de mármol», después de que una banda visible de mármol amarillo se viera que cruza la cumbre en 1964 por el primer canadiense de la Himalaya Expedición, que comprendía un equipo formado por Fred Roots (líder), Donald Lyon, John Ricker, Lisle Irwin , Donald Poole, Hermann Jamek, Momin Khalifa y Karl Tomm. Tenían la intención de localizar y subir el Hachindar Chhish, el nombre de un pico a unos pocos kilómetros al oeste del Sangemarmar Sar; sin embargo ese pico resultó demasiado difícil y técnico para el intento de este equipo. La expedición llegó a 6.300 metros (20.700 pies), pero luego se vio obligada a retirarse por fuertes tormentas de nieve repetidas.
El 11 de julio de 1984, un equipo de la Universidad de Osaka hizo la primera ascensión de la montaña a través de la arista suroeste. La expedición esstaba compuesta por Takashi Matsuo (líder), Hiromi Okuyama, Takehiro Hirota, Tokio Kozuki, Masaya Oishi, Toru Sakakibara, Kenia Sato, Shinichi Miyata, Tomoyoshi Mizukawa, Hiroyuki Onishi, y Akira Noguchi. Todos los miembros llegaron a la cima, en dos días separados. Se encontraron con hielo hasta 50 grados. Utilizaron tres campamentos de altura, y se fijaron 3.000 metros (10.000 pies) de cuerda.